# Басма (краска)
Ба́сма — серовато-зелёный порошок из листьев индиго, растущего в тропическом климате. 
Ба́сма является самой популярной восточной краской наряду с хной. Профессионалы рекомендуют использовать хну и басму только для тонких волос, лишенных объёма, и жирной кожи головы. Хна и басма регулируют деятельность сальных желёз при нанесении на кожу головы и, плотно обволакивая ствол волоса, не нарушают его структуру.  Для сухих волос эти растительные красители не подходят, как и для людей, регулярно окрашивающих волосы, поскольку обработанный хной или басмой волос не поддается процессу окисления, необходимому при работе с химическими красителями.

## Свойства и применение
Басма — очень древний краситель, с помощью которого в старину делались краски и чернила. Басма является природным средством для окрашивания волос в тёмные тона (от светло-каштанового до чёрного). Также применяется в сочетании с хной.

## История
Первоначально получил известность в Индии и Китае, затем стал широко использоваться в таких древних цивилизациях, как Месопотамия, Древний Египет, Древний Рим и Греция. На вавилонской глиняной табличке, датированной VII веком до н. э., сохранился рецепт окраски ткани краской индиго. Басму привозили издалека, она стоила дорого, а одежда, выкрашенная в синий цвет, считалась признаком благосостояния. Но древние умельцы использовали басму не только как краситель, но и в медицинских и косметических целях. Натуральной басмой красили первые джинсы.

### История басмы как краски для волос
Восточные женщины с древних времён ухаживали за волосами и применяли натуральные красители растительного происхождения. Простые люди с небольшим достатком не могли себе позволить свинцовую краску. Свинец был обнаружен в волосах далеко не всех мумий, а лишь фараонов, их приближённых и жрецов высшей касты. Все остальные красились уже известной в то время басмой.
Эксперименты с кустарником индигоферы, которым люди заинтересовались ещё несколько тысяч лет назад, закончились получением двух основных красителей. Одним из них был индиго — ярко-синяя краска, которой красили ткани. Вторым — басма. Её научились делать несколько тысячелетий назад.
Басму делали из высушенных листьев индигоферы. В первое время использовали листья дикорастущего растения. Затем кустарник окультурили, появились огромные плантации индигоферы, где работали сотни людей. Басма считалась ценным товаром и была практически на вес золота.
Этот краситель был популярен у египтян, ассирийцев, персов, шумеров и абиссинцев. Басмой пользовались и мужчины, и женщины. Красили волосы детям и шерсть домашним животным. Всё это служило показателем достатка. Прослеживалась закономерность — чем богаче было сословие, тем чаще оно использовало краситель для волос. Басма и хна использовались для того, чтобы украсить себя. Менялся цвет волос, ресниц и бровей.
Применялась издавна басма и в косметических целях. Как и хна, она содержит дубильные вещества, которые питают кожу головы, и может способствовать росту волос и возвращать им жизненную силу и блеск.

## Сочетание с хной
Басму рекомендуется применять в сочетании с хной для окрашивания волос (соотношение красок и время контакта с волосами подбирается индивидуально), в том числе и седых в тона от светло-каштанового до чёрного. Получаемый в результате окрашивания цвет зависит от структуры, толщины, исходного цвета волос и времени окрашивания. Волосы с проседью рекомендуется окрашивать последовательно хной, а затем — басмой.
Время выдержки басмы во время окрашивания волос колеблется от нескольких минут до двух часов. Можно приготовить в виде настоев, ополаскивателей, кашиц. Если краску наносят на чистые волосы в виде кашицы, то после окрашивания волосы надо тщательно промыть под проточной водой.